# Misfatto bianco
Misfatto bianco (White Mischief) è un film britannico del 1987 diretto da Michael Radford. Basato sul libro omonimo del giornalista del Sunday Times James Fox, rievoca il caso giudiziario avvenuto in Kenya nel 1941 che coinvolse il baronetto Henry John Delves Broughton, processato per l'assassinio di Josslyn Hay, conte di Erroll.

## Trama
Diana Broughton è la bellissima moglie di Sir John Henry Delves Broughton, soprannominato "Jock", un uomo di 30 anni più grande di lei.
Diana, trasferitasi in Kenya al seguito del marito, cede ben presto al fascino del donnaiolo conte di Erroll. La loro relazione adulterina, dal tragico esito, si consuma sullo sfondo dell'apatica società aristocratica della colonia, dedita a pettegolezzi salottieri e a libertini passatempi serali.